# Peter Parler

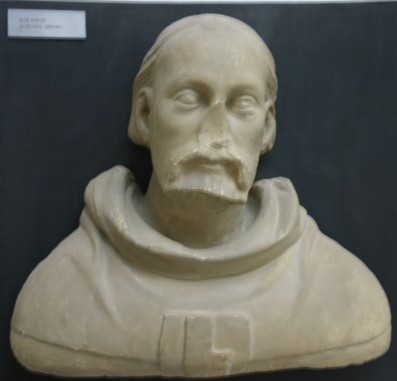
Peter Parler.

Fachada sur de la catedral de San Vito, Praga.

Peter Parler (1330 o 1333, Schwäbisch Gmünd - 13 de julio de 1399, Praga) fue un arquitecto alemán, conocido principalmente por la construcción de la catedral de San Vito y el Puente de Carlos, en Praga, ciudad en la que residió aproximadamente desde 1356.

## Familia Parler

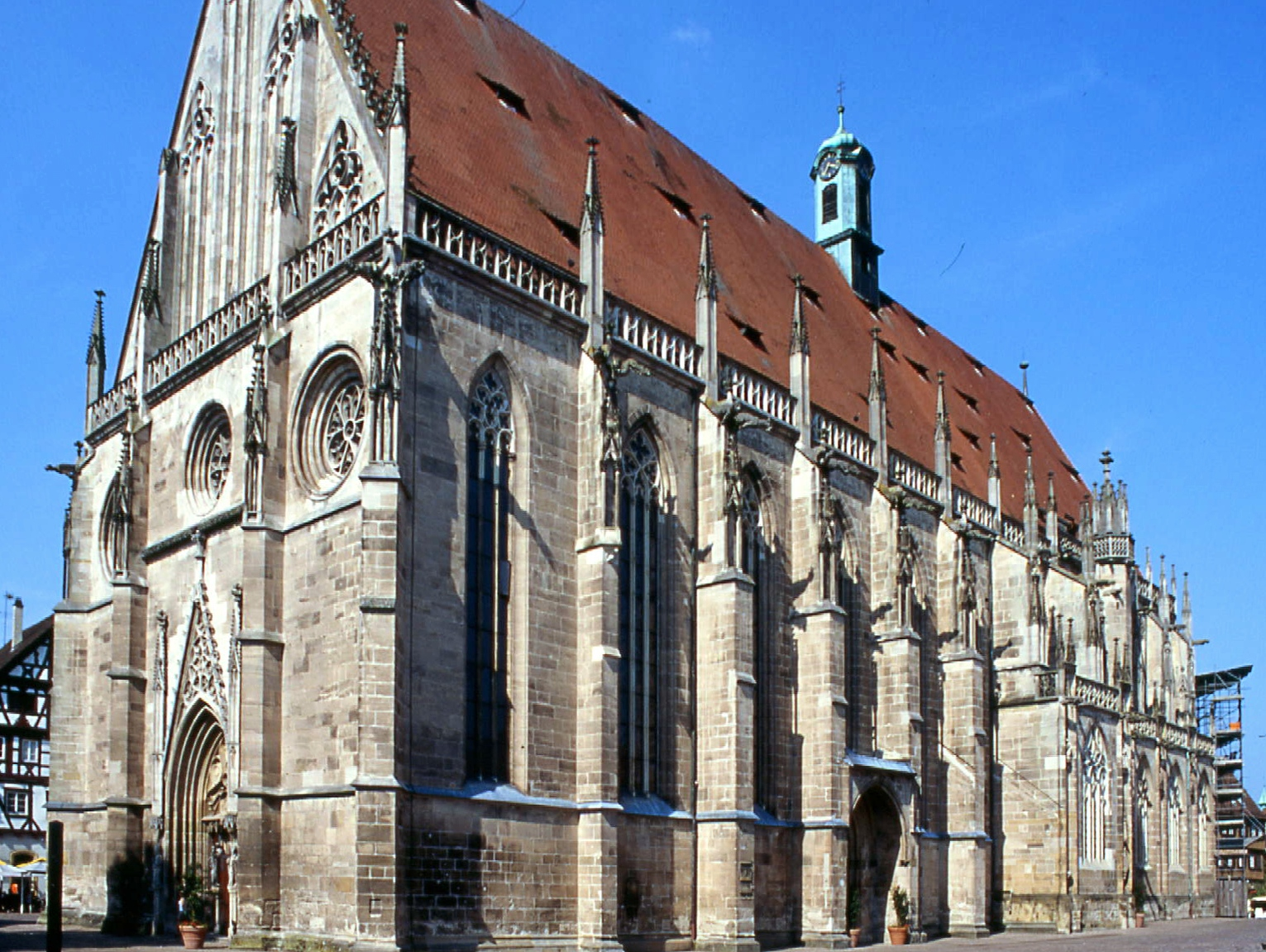
Fachada de la iglesia parroquial de la Santa Cruz, en Schwäbisch Gmünd (Alemania), donde Heinrich Parler trabajó como maestro constructor.

Peter Parler fue miembro de una gran familia de arquitectos y alarifes que trabajó por toda Europa Central. Su padre, el maestro de obras Heinrich Parler (nombre que deriva de "parlerius", portavoz y jefe de los albañiles), nacido hacia el año 1300, era originario de Colonia, donde es posible que trabajara como capataz en su catedral, entre 1320 y 1330 se trasladó a la localidad de Schwäbisch Gmünd para dirigir la reconstrucción de obras de la iglesia parroquial de la Santa Cruz. En esta ciudad nació Peter. Su hermano mayor, Michael, también fue constructor.

## Desarrollos arquitectónicos de Peter Parler
La obra más destacada ejecutada por Peter Parler fue la catedral de San Vito, en Praga, donde se convirtió en el maestro de obras, entre 1353 y 1356, después de la muerte de su arquitecto original, Matías de Arras. Las bóvedas proyectadas por Parler recuerdan la arquitectura inglesa. No hay pruebas documentales de que se trasladara a Inglaterra, pero parece indudable que debió de conocer las bóvedas inglesas al menos por láminas. Cuando murió en 1399, la obra no había llegado mucho más allá de la balaustrada, siendo continuada la obra por sus hijos, Wenzel y Johann Parler, que continuaron los pisos superiores 
Además de la catedral, fue también el diseñador principal de la Ciudad Nueva de Praga y del Puente de Carlos y sus torres. En el Palacio Real de Castillo de Praga, Parler construyó la capilla de Todos los Santos, que después del incendio de 1541 fue redecorada según el estilo barroco. 
Probablemente fue también el arquitecto de la Iglesia de Nuestra Señora (Frauenkirche), construida en la plaza del mercado de Núremberg, en el emplazamiento de una sinagoga derribada en el Pogromo del año 1349. Entre 1360 y 1378 Parler construyó el presbiterio de la iglesia de San Bartolomé en Kolín. Murió en Praga en 1399, y fue enterrado en la catedral de San Vito. Su trabajo fue continuado por sus hijos Wenzel y Johann Parler.

## Eponimia
El asteroide (6550) Parler fue nombrado así por este arquitecto.